# لیک میلز (ویسکانسین)
لیک میلز، ویسکانسین  (به انگلیسی: Lake Mills) شهری در شهرستان جفرسون ایالت ویسکانسین است که در سال ۱۹۰۵ بنیان‌گذاری شده‌است. این شهر طبق سرشماری سال ۲۰۱۰ میلادی ۵٬۷۰۸ نفر جمعیت داشته‌است.